# Peter V. Zima
Peter V(áclav) Zima, Pierre V. Zima is een literatuurwetenschapper en socioloog van Duits-Tsjechische afkomst. Hij werd in 1946 in Praag geboren, waar hij tot 1956 de lagere school bezocht. In 1956 emigreerde hij met zijn ouders en zijn zuster via Oostenrijk naar Nederland (Rotterdam), waar hij tot 1965 het Duitse gymnasium in Den Haag bezocht (Deutsche Schule Den Haag). Na het "Abitur" studeerde hij sociologie en politieke wetenschappen in Edinburgh en hield zich sindsdien zowel met sociale wetenschappen als ook met literatuurwetenschap bezig (zie "Academische loopbaan").

## Academische loopbaan
Zima studeerde sociologie en politieke wetenschappen aan de Universiteit van Edinburgh van 1965 tot 1969 (MA Hns. 1st in Politics) en verdedigde vervolgens twee proefschriften in Parijs: een Doctorat du 3e cycle aan de Universiteit van Parijs IV (Sorbonne: 4 juni 1971) en een Doctorat d’Etat aan de Universiteit van Parijs I (Sorbonne: 15 juni 1979). Van 1972 tot 1973 was hij als gastdocent aan de Sociologische Faculteit van de Universiteit van Bielefeld (Duitsland) verbonden, van 1973 tot 1975 als medewerker aan de Fakultät für Linguistik und Literaturwissenschaft aldaar. Van 1976 tot 1983 was hij medewerker, later docent Literatuurwetenschap aan de Rijksuniversiteit Groningen bij de filosoof en literatuurwetenschapper J.J.A. Mooij. In 1983 werd hij tot hoogleraar in de Algemene en Vergelijkende Literatuurwetenschap aan de Universiteit van Klagenfurt (Oostenrijk) benoemd. In 1984 werd hij directeur van het Institut für Allgemeine und Vergleichende Literaturwissenschaft in Klagenfurt en in 2007, na de uitbreiding van dit instituut, directeur van het Institut für Kultur-, Literatur- und Musikwissenschaft. Als gastprofessor was hij werkzaam aan: het Istituto Orientale Universitario in Napels (1985), de Universiteit van Leuven (1988), de Universiteit van Graz (1991/92), de Universität Wien (1994/95), de Universiteit van Santiago de Compostela (2004) en de East China Normal University te Shanghai waarvan hij in 2014 tot “honorary professor” benoemd werd. Van 1984 tot 2012 was hij verantwoordelijk voor de relaties tussen de Universiteit van Klagenfurt en de Università degli Studi di Udine.

## Onderscheidingen
Heatly Prize in Politics (University of Edinburgh, Politics Department, 1969);
Woitschach-Forschungspreis im Stifterverband für die Deutsche Wissenschaft (Bonn, 1993);
Corresponderend lid van de Österreichische Akademie der Wissenschaften (Wenen, 1998);
Lid van de Academia Europaea (Londen 2010);
Honorary Professor of East China Normal University (Shanghai 2014).

## Onderzoek en wetenschappelijke theorie
Zima verricht onderzoek op de volgende gebieden: literatuurtheorie en esthetica, sociologie an sociale filosofie.
1. Sociologie van de tekst: Zima had altijd belangstelling voor de relatie tussen (literaire, filosofische, wetenschappelijke) tekst en sociale context. Zijn uitgangspunt zijn de werken van Theodor W. Adorno, Michail M. Bachtin en Algirdas J. Greimas, die tevens de grondslag vormen van een tekstsociologie, die probeert teksten in het kader van ee sociolinguistische situatie te verklaren, waarin sociolecten (groepstalen) en hun betogen elkaar nabootsen, met elkaar concurreren en elkaar bestrijden. Een literair voorbeeld is de geraffineerde conversatie van de Britse, Franse en Oostenrijkse leisure class (Thorstein Veblen), die volgens Zima de sociale basis van Marcel Prousts A la recherche du temps perdu, Oscar Wildes witty talk en Hugo von Hofmannsthals Lustspiele vormt. Prousts roman kan als een radicale kritiek op dit mondaine sociolect worden begrepen, omdat zijn opvatting van literatuur uit deze kritiek voortvloeit.
2. Ideologie en theorie: In het kader van zijn tekstsociologie, die tevens sociosemiotiek is, maakt Zima een onderscheid tussen ideologische en theoretische (wetenschappelijke) teksten of betogen. In tegenstelling tot de ideologie, die een door dualisme gestructureerd betoog is dat als monoloog pretendeert met de werkelijkheid identiek te zijn, wordt de theorie door ambivalentie gestructureerd en door het besef, dat de werkelijkheid veelduidig is en dat een theorie slechts een mogelijke (contingente) constructie van deze werkelijkheid is. Dit constructivistische bewustzijn maakt een dialoog met andere, concurrerende theorieën mogelijk en noodzakelijk. In dit soort dialoog worden alle theorieën op hun zwakke plekken en hun empirische relevantie getoetst. (Een belangrijke publicatie in dit verband is: What is Theory? Cultural Theory as Discourse and Dialogue, Londen/New York, Continuum, 2007.)
3. Dialogische theorie: Zima’s dialogische opvatting van de theorie is bedoeld als een nieuwe versie van de Kritische Theorie in de zin van Adorno en Max Horkheimer. Deze versie vervangt Adorno’s oriëntatie van de theorie op de mimesis van de kunst door een dialogische oriëntatie in de zin van Bachtin, waarvan enkele sporen ook bij Adorno (in zijn essayisme en zijn negatieve dialectiek) te vinden zijn. Zima heeft in zijn boek Soziologische Theoriebildung (Francke, Tübingen, 2020, 1080 pp.) op systematische wijze heterogene sociologische theorieën als vertelstructuren met elkaar geconfronteerd, om te laten zien hoe verschillende, maar complementaire aspecten van de sociale werkelijkheid in een dialogische confrontatie van theorieën tevoorschijn komen. Geen enkele sociologische theorie kan pretenderen de werkelijkheid als zinvol geheel weer te geven. De complexiteit van het geheel wordt pas in een open dialoog zichtbaar. Dit soort dialoog beschouwt Zima als een alternatief voor Karl R. Poppers falsificatie (weerlegging). In de sociale wetenschappen is het volgens hem nauwelijks mogelijk een theorie voor goed te weerleggen (cf. Talcott Parsons, Niklas Luhmann, Pierre Bourdieu), maar het lijkt mogelijk een theorie aan een soort crash test bloot te stellen – door Otto Neurath (in zijn recensie van Poppers Logik der Forschung, 1934, rec. 1935) Erschütterung genoemd. Zima pleit voor dit soort Erschütterung van theorieën in een dialogisch proces dat door de Dialogische Theorie als metatheorie georganiseerd en geobserveerd wordt.
4. Dialogische subjectiviteit: Geïnspireerd door het dialogisme van Michail M. Bachtin, ontwikkelt Zima in zijn boeken Subjectivity and Identity (2015) en Narzissmus und Ichideal (2009) een dialogische theorie van het individuele subject met de kerngedachte dat individuele subjectiviteit een open proces is dat als een permanente dialoog met de andere mensen of groepen en met alteriteit in het algemeen kan worden begrepen.
5. Literatuurtheorie: In Literarische Ästhetik (2020, 3e oplage) en The Philosophy of Modern Literary Theory (1999) heeft Zima de filosofische en esthetische grondslagen van literatuurtheorieën gereconstrueerd: van het Anglo-Amerikaanse New Criticism en het Russische Formalisme tot de Deconstructie en de sociologische benaderingen van Bourdieu en Luhmann. Het belangrijkste argument luidt: dat literatuurtheorieën concreet alleen kunnen worden begrepen indien ze aan de filosofische en esthetische begrippen van Kant, Hegel en Nietzsche gerelateerd worden.
6. Sociologie van de roman: Zima heeft een sociologische theorie van de roman ontwikkeld met de centrale stelling dat het toenemende agnosticisme van auteurs en vertellers aan de crisis van sociale waarden kan worden gerelateerd en dat deze crisis gevolgen heeft voor de semantische en narratieve structuren van de (experimentele) roman. In tegenstelling tot de romans van de 19e eeuw – bijvoorbeeld Jane Austens Pride and Prejudice, 1813 – die in een relatief stabiel systeem van waarden ontstaan zijn en dubbelzinnigheden van karakters, situaties en handelingen konden verklaren en overkomen, worden modernistische romans door een onoverkomelijke ambivalentie gekenmerkt, die door de agnostische vertellers niet meer kan worden opgelost: waarheid en leugen, goed en euvel hangen samen en zijn niet te scheiden. Deze ambivalentie van karakter en handeling leidt to een verzwakking van de vertelstructuur die in epos en roman op de mogelijkheid gebaseerd was, situatie, karakter en handeling eenduidig te bepalen. In de modernistische romans van James Joyce, Kafka, Marcel Proust en Robert Musil valt deze basis uiteen en de roman dreigt in essayisme over te gaan. Van deze tendentie getuigen vooral de romans van Proust en Musil: A la recherche du temps perdu en Der Mann ohne Eigenschaften. Zoals in Nietzsches filosofie, gaat de ambivalentie geleidelijk in indifferentie over: de indruk dat waarden en waardeoordelen willekeurig en verwisselbaar zijn. In de romans van Albert Camus en vooral in de nouveaux romans van Michel Butor, Alain Robbe-Grillet en Claude Simon overheerst deze indruk. Hier zijn de relevante publicaties: L’Ambivalence romanesque. Proust, Kafka, Musil (1980, 2002: Thèse d’Etat, Paris I, Sorbonne, 1979) en L’Indifférence romanesque. Sartre, Moravia, Camus (1982, 2005).
7. Modern/postmodern: Een voortzetting van deze gedachtegang is Zima’s theorie betreffende de overgang van modernisme naar postmodernisme. In deze theorie verschijnen modernistische filosofie en literatuur als gestructureerd door de ambivalentie als coincidentia oppositorum (ook in de zin van Bachtin), terwijl de postmoderne problematiek door de indifferentie gekenmerkt wordt: door de mogelijkheid waarden en waardeoordelen te verwisselen (als “wesensgleich” in de zin van Nietzsche te beschouwen). (Cf. Zima, Modern/Postmodern. Society – Philosophy – Literature, Londen/New York, Continuum, 2010.)
Zima schrijft boeken en opstellen in meerdere talen: Nederlands, Duits, Engels, Frans, Italiaans, Spaans en Tsjechisch. Zijn boeken werden vertaald in negen talen: Arabisch (2), Chinees (2), Engels (1), Italiaans (4), Koreaans (9), Persisch (1), Spaans (3), Tsjechisch (2) en Turks (1).

### Boeken als auteur

#### In het Nederlands
- Literatuur en maatschappij. Inleiding in de literatuur- en tekstsociologie, Van Gorcum, Assen, 1981. (ISBN 90-232-1831-0)

#### In het Engels
- The Philosophy of Modern Literary Theory, Athlone-Continuum, London, 1999 (ISBN 978-0-8264-7893-1);
- Deconstruction and Critical Theory, Continuum, London-New York, 2002 (ISBN 978-0-82645-9336) (Engelse vertaling van: Die Dekonstruktion: cf. infra, vertaler: Rainer Emig);
- What is Theory? Cultural Theory as Discourse and Dialogue, Continuum, London-New York, 2007 (ISBN 0-8264-9050-6) (Engelse versie van: Was ist Theorie?: cf. infra);
- Modern / Postmodern. Society, Philosophy, Literature, Continuum, London-New York, 2010 (ISBN 978-1-4411-9901-0) (Engelse versie van: of Moderne / Postmoderne: cf. infra);
- Subjectivity and Identity. Between Modernity and Postmodernity, Bloomsbury, London-New York, 2015 (978-1-78099-780-9) (Engelse versie van: Theorie des Subjekts: cf. infra).
- Discourse and Power. An Introduction to Critical Narratology: Who Narrates Whom? Routledge, London-New York, 2023.

#### In het Frans
- Le Désir du mythe. Une lecture sociologique de Marcel Proust, Nizet, Paris, 1973;
- Goldmann. Dialectique de l’immanence, Ed. Universitaires, Paris, 1973;
- L’Ecole de Francfort. Dialectique de la particularité, Ed. Universitaires, Paris, 1974, L’Harmattan, Paris, 2005 (ISBN 2-7475-7719-8);
- Pour une sociologie du texte littéraire, UGE : 10/18, Paris, 1978, L’Harmattan, Paris, 2000 (ISBN 2-7384-9081-6) (Franse versie van: Kritik der Literatursoziologie : cf. infra) ;
- L’Ambivalence romanesque. Proust – Kafka – Musil, Le Sycomore, Paris (1980), L’Harmattan, Paris, 2002 (2nd ed.) (ISBN 2-7475-3117-1);
- L’Indifférence romanesque. Sartre – Moravia – Camus, Le Sycomore, Paris (1982), L’Harmattan, Paris, 2005 (2nd ed.) (ISBN 2-7475-8001-6);
- Manuel de sociocritique, Picard, Paris, 1985, Paris, L’Harmattan, Paris, 2000 (2nd ed.) (ISBN 2-7384-9087-5); 
  - (aangevulde versie van: Literatuur en maatschappij. Inleiding in de literatuur- en tekstsociologie, Van Gorcum, Assen, 1981, ISBN 90-232-1831 0; cf. supra) ;
- La Déconstruction. Une critique, PUF, Paris, 1994 (ISBN 9-782-130-4599-72);
- La Négation esthétique. Le sujet, le beau et le sublime de Mallarmé et Valéry à Adorno et Lyotard, L’Harmattan, Paris, 2002 (ISBN 2-7475-3116-3);
- Critique littéraire et esthétique. Les fondements esthétiques des théories de la littérature, L’Harmattan, Paris, 2003 (ISBN 2-7475-5810-X) (Franse versie van: The Philosophy of Modern Literary Theory: cf. supra);
- Théorie critique du discours. La discursivité entre Adorno et le postmodernisme, L’Harmattan, Paris, 2003 (ISBN 9782747552479);
- Texte et société. Perspectives sociocritiques, L’Harmattan, Paris, 2011 (ISBN 978-2-296-55926-4);
- Essai et essayisme. Le potentiel théorique de l’essai: De Montaigne jusqu’à la postmodernité, Classiques Garnier, Paris, 2018 (ISBN 9782406068358) (Franse versie van: of Essay / Essayismus: cf. infra).

#### In het Duits
- Kritik der Literatursoziologie, Suhrkamp, Frankfurt, 1978 (ISBN 3-518-10857-3);
- Textsoziologie. Eine kritische Einführung, Metzler, Stuttgart, 1980 (ISBN 978-3-476-10190-7);
- Der gleichgültige Held. Textsoziologische Untersuchungen zu Sartre, Moravia und Camus, Metzler, Stuttgart, 1983, WVT, Trier, 2004 (ISBN 3-88476-600-7) (verbeterde Duitse versie van: L’indifférence romanesque: cf. supra);
- Roman und Ideologie. Zur Sozialgeschichte des modernen Romans, Fink, Munich, 1986 (ISBN 3-7705-2365-2);
- Ideologie und Theorie. Eine Diskurskritik, Francke, Tübingen, 1989 (ISBN 3-7720-1823-8);
- Literarische Ästhetik. Methoden und Modelle der Literaturwissenschaft, Francke, Tübingen, 1991, 3e aangevulde oplage 2020 (ISBN 3-8252-1590-3);
- Komparatistik. Einführung in die Vergleichende Literaturwissenschaft, Francke, Tübingen, 1992, 2e aangevulde oplage 2011 (ISBN 978-3-8252-1705-1);
- Die Dekonstruktion. Einführung und Kritik, Francke-UTB, Tübingen, 1994, 2e verbeterde oplage 2016 (aangevulde Duitse versie van: La Déconstruction: cf. supra) (ISBN 978-3-8252-4689-1);
- Moderne / Postmoderne. Gesellschaft – Philosophie – Literatur, Francke-UTB, Tübingen, 1997, 4e verbeterde oplage 2016 (ISBN 9-783825-246907);
- Theorie des Subjekts. Subjektivität und Identität zwischen Moderne und Postmoderne, Francke-UTB, Tübingen, 2000, 4e verbeterde oplage 2017 (ISBN 978-38252-4796-6);
- Das literarische Subjekt. Zwischen Spätmoderne und Postmoderne, Francke, Tübingen, 2001, ²2024 (ISBN 3-7720-2775-X);
- Was ist Theorie? Theoriebegriff und Dialogische Theorie in den Kultur- und Sozialwissenschaften, Francke-UTB, Tübingen, 2004, 2e verbeterde oplage 2017 (ISBN 978-3-8252-4797-3);
- Ästhetische Negation. Das Subjekt, das Schöne und das Erhabene von Mallarmé und Valéry zu Adorno und Lyotard, Königshausen und Neumann, Würzburg, 2005 (aangevulde versie van: La Négation esthétique: cf. supra), 2e aangevulde oplage 2018 (ISBN 978-3-8260-6178-3);
- Der europäische Künstlerroman. Von der romantischen Utopie zur postmodernen Parodie, Tübingen, Francke, Tübingen, 2008 (ISBN 978-3-7720-8263-4);
- Narzissmus und Ichideal, Psyche – Gesellschaft – Kultur, Francke, Tübingen, 2009 (ISBN 9783772083372);
- Komparatistische Perspektiven. Zur Theorie der Vergleichenden Literaturwissenschaft, Francke, Tübingen, 2011 (ISBN 978-3-7720-8407-2);
- Essay / Essayismus. Zum theoretischen Potenzial des Essays von Adorno bis zur Postmoderne, Königshausen und Neumann, Würzburg, 2012,²2024 (ISBN 978-3-8260-4727-5);
- Entfremdung. Pathologien der postmodernen Gesellschaft, Francke-UTB, Tübingen, 2014 (ISBN 978-3-8252-4305-0);
- Soziologische Theoriebildung. Ein Handbuch auf dialogischer Basis, Francke-UTB, Tübingen, 2020 (ISBN 978-3-8252-5370-7);
- Diskurs und Macht. Eine Einführung in die herrschaftskritische Erzähltheorie, Verlag Barbara Budrich, Opladen & Toronto, 2022 (ISBN 978-3-8252-5830-6).
- Die Kritische Theorie zwischen Spätmoderne und Postmoderne: Nostalgie als Kritik, Narr Francke Attempto Verlag, Tübingen, 2024 (978-3-381-12701-6).

#### In het Italiaans
- Breve introduzione alla sociologia del testo, Edizioni Libreria Sapere, Napoli, 1985.

### Boeken onder redactie
- Textsemiotik als Ideologiekritik, Suhrkamp, Frankfurt, 1977 (ISBN 3-518-10796-8);
- Texte et idéologie. Degrés. Revue de synthèse à orientation sémiologique, No. 24-25, hivers 1980-1981;
- Semiotics and Dialectics. Ideology and the Text, Benjamins, Amsterdam 1981 (ISBN 90-272-1505-7);
- Europäische Avantgarde (samen met J. Strutz), Peter Lang, Frankfurt-New York, 1987 (ISBN 3-8204-0057-5);
- Komparatistik als Dialog. Literatur und interkulturelle Beziehungen in der Alpen-Adria-Region und in der Schweiz (samen met J. Strutz), Peter Lang, Frankfurt-New York, 1991 (ISBN 3-631-42279-2);
- Literatur intermedial. Musik, Malerei, Photographie, Film, Wiss. Buchgesellschaft, Darmstadt, 1995 (ISBN 3-534-12315-8);
- Literarische Polyphonie. Übersetzung und Mehrsprachigkeit in der Literatur (samen met J. Strutz), Narr, Tübingen, 1996 (ISBN 3-8233-5163-X);
- Vergleichende Wissenschaften. Interdisziplinarität und Interkulturalität in den Komparatistiken, Narr, Tübingen, 2000 (3-8233-5212-1);
- Strategien der Verdummung. Infantilisierung in der Fun-Gesellschaft (samen met J. Wertheimer), Beck, Munich, 2001, 6e oplage 2006 (ISBN 978-3-406-45963-4);
- Krise und Kritik der Sprache. Literatur zwischen Spätmoderne und Postmoderne (samen met R. Kacianka), Francke, Tübingen, 2004 (ISBN 3-77-20-8055-3);
- Kritische Theorie heute (samen met R. Winter), Transcript, Bielefeld, 2007 (ISBN 3-89942-530-8).

## Over Peter V. Zima
- Das Subjekt in Literatur und Kunst. Festschrift für Peter V. Zima, eds. S. Bartoli Kucher, D. Böhme, T. Floreancig, Francke, Tübingen, 2011 (ISBN 978-3-7720-8408-9);
- "La sociologie du texte de Pierre V. Zima", in: Jean-Francois Lavis, Une écritutre des excès. Analyse sociologique de Voyage au bout de la nuit, Balzac-Le Goriot éditeur, Montréal, 1997.
- “Die Romanistik eines Außenseiters” (Autobiografie), in: K.-D. Ertler (ed.), Romanistik als Passion. Sternstunden der neueren Fachgeschichte, LIT-Verlag, Vienna, 2018 (ISBN 978-3-643-50882-9).